# シェイプス&パターンズ
『シェイプス&パターンズ』（Shapes and Patterns）は、日本では1997年3月5日にリリースされたスウィング・アウト・シスターの5枚目のスタジオ・アルバム。発売元はマーキュリー・レコード。

## 概要
ヒットシングル「あなたにいてほしい」のアルバム・ヴァージョンを収録。

## 収録曲
| #         | タイトル                                       | 作詞  | 作曲・編曲 | 時間 |
| --------- | ---------------------------------------------- | ----- | ---------- | ---- |
| 1.        | 「サムホエア・イン・ザ・ワールド」             |       |            | 3:45 |
| 2.        | 「ヒアー・アンド・ナウ」                       |       |            | 5:06 |
| 3.        | 「ウィ・クッド・メイク・イット・ハップン」     |       |            | 5:13 |
| 4.        | 「シェイプス&パターンズ」                      |       |            | 0:52 |
| 5.        | 「ベター・メイク・イット・ベター」             |       |            | 5:23 |
| 6.        | 「サムシング・アウト・オブ・ディス・ワールド」 |       |            | 5:02 |
| 7.        | 「ジョー・ミークス・キャット」                 |       |            | 0:23 |
| 8.        | 「ストーンド・ソウル・ピクニック」             |       |            | 5:08 |
| 9.        | 「ユー・オールレディ・ノウ」                   |       |            | 4:34 |
| 10.       | 「オールウェイズ」                             |       |            | 5:05 |
| 11.       | 「あなたにいてほしい」                         |       |            | 4:36 |
| 12.       | 「アイシィ・コールド・アズ・ウィンター」       |       |            | 5:13 |
| 13.       | 「シェイプス&パターンズ（リプライズ）」        |       |            | 1:23 |
| 合計時間: | 合計時間:                                      | 52:14 |            |      |

## チャート成績

### 週間チャート
| チャート（1997年）       | 最高順位 |
| ------------------------ | -------- |
| 日本（オリコンチャート） | 18       |